# Миала, Фернандо
Фернандо Гарсиа Миала (порт. Fernando Garcia Miala; 30 июля 1959, Луанда) — ангольский генерал и политик, руководящий функционер спецслужб, видный деятель МПЛА. Организатор спецопераций против УНИТА во время гражданской войны. Был арестован и осуждён при конфликте с окружением президента душ Сантуша. Возвращён к руководству при президенте Лоренсу. С 2018 — директор Службы разведки и госбезопасности (SINSE). Считается доверенным силовиком Лоренсу, одним из самых влиятельных партийно-государственных руководителей.

## Ранняя активность
Родился в семье электрика родом из Уиже (населённой баконго) и домохозяйки родом из Южной Кванзы (где преобладают мбунду). Получил образование психолога. Фернандо Миала и его младший брат Жуан с подросткового возраста были сторонниками независимости Португальской Анголы. Школьником Фернандо Миала примкнул к молодёжной военизированной организации консервативного ФНЛА — тогда как Жуан Миала состоял в молодёжной организации марксистского МПЛА.
Летом 1975 ФАПЛА — вооружённые силы МПЛА выбили из Луанды формирования ЭЛНА/ФНЛА. Фернандо Миала попал в плен и, по данным исследователей, был перевербован в МПЛА. Поступил на службу в военную разведку ФАПЛА. Прошёл профессиональное обучение в разведывательной школе ФАПЛА в Сауримо. Повышал квалификацию на Кубе, в СССР, ЧССР, Бразилии, Израиле.

## Начальник разведки

### Офицер
Фернандо Миала состоял в ангольской военной миссии в Сан-Томе и Принсипи. Во время гражданской войны Участвовал в ряде разведывательных спецопераций против антикоммунистического повстанческого движения УНИТА. Сыграл важную роль в дезорганизации иностранных представительств («внешних сетей») УНИТА, что ослабляло партизанские движение ФАЛА. Также Миала имел отношение к таким специфическим акциям, как поиск похищенной дочери чехословацкого дипломата. Быстро выдвинулся в руководстве армейских спецслужб, состоял в секретариате по обороне и безопасности президента НР Ангола Агостиньо Нето. Приобрёл репутацию высококвалифицированного профессионала-разведчика.
В начале 1990-х Фернандо Миала вполне принял идеологическую переориентацию и декоммунизацию МПЛА, переходе к многопартийной системе и рыночной экономике. Участвовал в переговорах с УНИТА о мирном урегулировании. Представлял президента Жозе Эдуарду душ Сантуша в контактах с Элиашем Пена, племянником лидера УНИТА Жонаша Савимби. При этом произошла утечка конфиденциальных материалов руководства МПЛА, ответственность за которую была возложена на Миалу. Это привело к отчислению Миалы из президентского секретариата. Элиаш Пена погиб в Хэллоуинской резне после выборов 1992.

### Генерал
В 1993 Фернандо Миала уже в генеральском звании вместе с Мануэлом Виейрой, он же генерал Копелипа руководил президентской Комиссией стратегической безопасности (COSSE). В 1996—1999 в ранге заместителя министра по безопасности возглавлял SINFO — Службу информации Министерства внутренних дел (MININT). Министрами в то время были основатель полиции НРА Сантана Петрофф и первый директор SINFO Фернанду да Пьедаде Диаш душ Сантуш.
Конец 1990-х был периодом массированного наступления правительственных войск ФАА на позиции ФАЛА/УНИТА, штурмов Баилундо и Джамбы. Генерал Миала руководил комплексом спецопераций по дезориентации, перевербовке политиков УНИТА и командиров ФАЛА, вбросам компромата на Жонаша Савимби. Эта деятельность велась в основном за пределами Анголы, в союзных УНИТА странах, прежде всего западноафриканских — Того, Кот д’Ивуаре, Буркина-Фасо. Он встречался с официальными лицами, в том числе президентом Того Гнасингбе Эйадемой, возлагал на УНИТА ответственность за трудности урегулирования, неисполнение Лусакского протокола.
В 1999 генерал Миала вынужден был уйти из MININT из-за должностного конфликта и возглавил разведывательное подразделение COSSE — Службу внешней безопасности (SSE), вскоре преобразованное в самостоятельную спецслужбу. На этом посту Миала оставался одним из ведущих силовиков душ Сантуша.
В ходе своих операций Миала сумел убедить одного из сыновей Савимби перебраться из Ломе в Луанду и сделать публичное заявление о разрыве с УНИТА. Другой сын Савимби был похищен в Абиджане . Однако ему не удалось ни выманить, ни похитить сестру Савимби Джудит Пена, курировавшую финансы УНИТА, и спецпредставителя Савимби Селино Савейле. Ивуарийские силовые структуры предупредили, что дальнейшие попытки покушений на родных и близких Савимби повлекут за собой физическое возмездие.

### Политик
22 февраля 2002 Жонаш Савимби погиб в бою со спецназом, несколько дней спастя скончался его преемник во главе УНИТА Антониу Дембу. Начались интенсивные переговоры о прекращении войны и интеграции УНИТА в политическую систему. Фернандо Миала занял «примирительную» позицию: убеждал президента душ Сантуша воздержаться от репрессий против соратников Савимби, в Замбии договаривался с командирами ФАЛА об условиях урегулирования. Миала встретился с президентами Того и Буркина-Фасо, заверил Гнасингбе Эйадему и Блэза Компаоре в безопасности активистов УНИТА при возвращении в Анголу. Усилия Миалы сыграли важную роль в достижении договорённостей правительства с УНИТА.
После окончания гражданской войны в 2002 году SSE была преобразована в Службу внешней разведки (SIE) и повышена в статусе. Фернандо Миала принадлежал к первому ряду ангольского генералитета, обладал серьёзным силовым ресурсом и политическим влиянием. Также он был назначен руководителем фонда помощи детям, осиротевшим во время войны — это сделало Миалу популярным публичным лицом. В середине 2000-х президент душ Сантуш стал с подозрением относиться к амбициям Миалы.

## Конфликт и арест
Генерал Миала вступил в жёсткую конфронтацию с генералом Копелипой — к тому времени начальником охраны душ Сантуша, президентского инвестиционного бюро, главным куратором силовых структур. Миала публично протестовал против коррупционных махинаций, хищения китайских инвестиций. В этом конфликте душ Сантуш поддержал своего ближайшего сподвижника Копелипу.
В 2006 Миала был уволен с военно-разведывательной службы (начальником SIE назначен Копелипа) и арестован по обвинению в заговоре с целью захвата власти. Это обвинение было снято, однако Миала приговорён к четырём годам заключения за «неповиновение полиции». Трое его подчинённых получили по два с половиной года за неявку на церемонию увольнения своего начальника. Генерал Франсишку Фуртадо, в то время начальник генштаба ФАА, которому было поручено оформить увольнение Миалы, назвал Миалу «жертвой могущественной клики», оказывавшей негативное влияние на президента душ Сантуша.
В тюрьме и под домашним арестом Фернандо Миала отбыл три года. Просить помилования он отказался, однако в 2009 президент душ Сантуш издал соответствующий указ.

## «Босс боссов» в спецслужбе
В 2017 новым президентом Анголы стал Жуан Лоренсу (с которым Миала, по оценке экспертов поддерживал длительную связь). Вопреки первоначальным ожиданиям, новый глава государства повёл жёсткую кампанию против прежнего правящего клана. Практически сразу был снят со всех постов генерал Копелипа. 13 марта 2018 Фернандо Миала назначен директором Службы разведки и государственной безопасности (SINSE) — ведомства стратегической информации, разведки и контрразведки, политического сыска, государственной охраны. Положение SINSE в системе ангольских спецслужб позволило комментаторам назвать Фернандо Миалу «будущим боссом боссов».
Возглавив SINSE, Миала начал формировать новую руководящую команду — без масштабных увольнений, путём осторожной ротации. Предпочтение он отдаёт известным ему сотрудникам SSE/SIE и SINFO. Советниками директора назначены бывшие преемники Миалы в руководстве SINFO Карлуш Жозе Мануэл и Мариана Лижбоа. В спецслужбе учреждены социальные подразделения, на разных постах стало больше женщин. Немедленному изгнанию подверглись функционеры, уличённые в хищениях.
Назначение генерала Миалы было воспринято как подтверждение серьёзности намерений президента Лоренсу по наведению порядка, подавлению «старых» коррумпированных групп и даже «разрушению властной архитектуры душ Сантуша» — но при сохранении баланса сил в правящей элите, к которой Миала несомненно принадлежит. При этом начало 2020-х ознаменовалось в Анголе резким ухудшением экономического положения и обострением социально-политической ситуации. «Ангольская „Оттепель“» президента Лоренсу постепенно сходила на нет. Социальное недовольство стало прорываться уличными протестами и массовыми беспорядками, иногда в насильственных формах. Угроза властям исходит не только от оппозиционной УНИТА или молодёжных выступлений, но более всего от внесистемного брожения в низах. В этих обстоятельствах резко возросла роль доверенных силовиков Лоренсу, среди которых особое место занимают директор SINSE генерал Миала и начальник президентской службы безопасности генерал Фуртадо.
Главной функцией Миалы комментаторы считают «сдерживание коррупционных мятежей», полицейский контроль над бюрократической олигархией, значительная часть которой недовольна курсом Лоренсу и располагает во власти влиятельным лобби «эдуардисташ». Также на Миалу возлагается задача остановить отток капиталов из Анголы. Сложным представляется порученное ему изъятие незаконно хранящегося у населения оружия — действия на этом направлении пока малоэффективны. В заслугу Миале ставится урегулирование вопроса о выплатах отставным военнослужащим из фонда социального страхования ФАА. В то же время SINSE участвует в преследованиях политической оппозиции.
Радикальные противники МПЛА рассматривают Фернандо Миалу как «второго человека» властной иерархии, «Копелипу эпохи Лоренсу», даже «теневого президента», стоящего над министрами.

## Частная жизнь
Фернандо Миала женат, имеет дочь. Наряду с португальским и лингала, в совершенстве владеет русским, английским, испанским и французским языками. Принадлежит к христианской церкви пророка Симана Току, после освобождения в 2009 возносил единоверцам благодарность за молитвы: «Прошлое прошло».
Эксперты сравнивают Миалу с такими африканскими политиками, как бывший президент ДР Конго Жозеф Кабила, президент Руанды Поль Кагаме, президент Мозамбика Филипе Ньюси (с последним Миала состоит в личной дружбе).